# 만재도
| Daedongyeojido (Gyujanggak) 20-05.jpg |  |
|                                       |  |

만재도(晩才島)는 전라남도 신안군 흑산면의 섬이다. 이 섬 전체가 흑산면에 편입되었다.

## 기타
- 1박 2일 만재도편과 삼시세끼 어촌편의 촬영 장소이다.

## 같이 보기
- 흑산도
- 흑산면

1. ↑  대통령령 제11027호 시·군·구·읍·면의관할구역변경및면설치등에관한규정 (1983년 1월 10일 제정)